# Zandstoppelwants
De zandstoppelwants (Pionosomus varius) is een wants uit de onderfamilie Rhyparochrominae en uit de familie bodemwantsen (Lygaeidae).
De onderfamilie Rhyparochrominae wordt ook weleens als een zelfstandige familie Rhyparochromidae gezien in een superfamilie Lygaeoidea. Lygaeidae is conform de indeling van bijvoorbeeld het Nederlands Soortenregister.

## Uiterlijk
De zandstoppelwants is 2,4 tot 3,2 mm lang. De wants draagt korte borstelige haren. De kop, het schildje (scutellum) en het halsschild (pronotum) zijn zwart, Op de onderkant van het halsschild is een lichtbruin deel met bruine stippels. De mooi getekende voorvleugels zijn lichtbruin met donkere lijnen stippels en vlekken. Op het donkere membraan (doorzichtig deel) van de voorvleugels is een witte vlek. Ze kunnen zowel kortvleugelig (brachypteer) als langvleugelig (macropteer) zijn.

## Verspreiding en habitat
De soort komt voor in Europa van het zuidelijk deel van Scandinavië tot in Spanje en daar aansluitend Noord-Afrika. Hij komt vooral voor in West-Europa. In Noord-Rusland en Zuidoost-Europa is hij zeldzaam. Hij wordt gevonden in open warme, droge leefgebieden met een zandbodem zoals de duinen. Enige schaduw van bijvoorbeeld enkele dennen wordt getolereerd.

## Leefwijze
De wantsen leven voornamelijk op de bodem en zuigen aan de zaden. Ze schijnen geen bepaalde voedselplant te hebben. Behalve aan de zaden van tijm (Thymus) en struikhei (Calluna) is het ook mogelijk, dat ze aan zaden zuigen van bijvoorbeeld planten uit de composietenfamilie (Asteraceae), de ooievaarsbekfamilie (Geraniaceae) en de kruisbloemenfamilie (Brassicaceae). De imago’s overwinteren en paren in mei en juni, waarna er eitjes op de bodem worden gelegd. De nimfen zijn de gehele zomer tot in de herfst te vinden. De nieuwe generatie volwassen wantsen verschijnt ongeveer vanaf eind juli.